# Ceh Pech

División de las jurisdicciones o cacicazgos mayas en el siglo XVI según Ralph L. Roys.

Ceh Pech (del maya: Ceh Pech ‘Ceh (venado): patronímico, tal vez Ah Ceh; Pech (garrapata): también patronímico. El nombre compuesto quizá de la unión de dos familias’) es el nombre (en idioma maya se pronuncia Keh Pech) de lo que fue una provincia, kuchkabal o jurisdicción maya, que existió antes de la conquista de la Península de Yucatán por parte de los españoles en el siglo XVI. Junto con otras quince jurisdicciones que ocupaban el territorio actualmente conformado por los estados mexicanos de Yucatán, Campeche y Quintana Roo, fueron el resultado sociopolítico de la disolución de la liga de Mayapán que había ocurrido a mediados del siglo XV, antes de la llegada de los europeos.
Ceh Pech fue gobernada por un Halach Uinik llamado Naum Pech que vivió en Motul hacia 1470 lo cual convirtió a la población, que había sido abandonada previamente, en la capital de la jurisdicción.  Otros miembros del linaje Pech fueron también batabes en otras poblaciones, como Ah Tunal Pech, que se asentó en Maxtunil y sus hijos, Ah Kom Pech, asentado en Xulcumcheel; Nakuk Pech, Batab de Chicxulub Pueblo; Ah Makam Pech, batab de Yaxkukul y otros familiares que desempeñaron papeles de liderazgo en la región. Se sabe también que Nohcabá Pech se avecindó en Motul después de la caída de Mayapán y fue quien fundó la provincia tal como se la conoció a la llegada de los españoles.
Además de Motul, ciudad importante cuya fundación original por los Itzaes se estima contemporánea de la de Izamal y Chichén Itzá hacia el siglo V d. C., se han identificado otras poblaciones densamente habitadas como parte de la provincia de Ceh Pech, como Bokobá y Suma. En 1567 los caciques de ambas poblaciones, dignatarios de nombre Pech, firmaron con otros caciques una peticón al rey de España. Otros poblados también importantes que aún subsisten y que integraban el cacicazgo fueron Chuburná, Itzimná, Cholul y Conkal. 